# 阿莫林公司
阿莫林公司（Ameren Corporation）是一家美国密苏里州圣路易斯的电力公司，1997年12月31日由圣路易斯的联合电力公司（Union Electric Company）和斯普林菲尔德的中伊利诺伊公共服务公司（Central Illinois Public Service Company）合并而成。它现在是一家控制多家电力公司和能源公司的控股公司，主要服务密苏里州中部、东部以及伊利诺伊州南部。